# Feldstraflager
Feldstraflager waren den Militärgefängnissen angegliederte Strafabteilungen der Wehrmacht während des Zweiten Weltkriegs.

## Strafverfahren im Zweiten Weltkrieg

### Aussetzung des Vollzugs der Freiheitsstrafe
Bereits mit der von Adolf Hitler und dem Chef des Oberkommandos der Wehrmacht (OKW), Wilhelm Keitel, im August 1938 erlassenen Kriegsstrafverfahrensordnung (KStVO) war der Vollzug der Freiheitsstrafe an Wehrmachtsangehörigen bis nach Beendigung des Kriegszustandes ausgesetzt. Die Verordnung trat mit Mobilmachung für die gesamte Wehrmacht im August 1939 in Kraft (§§ 104, 119 KStVO). Der Gerichtsherr konnte jedoch aus wichtigem Grund den sofortigen Vollzug der Freiheitsstrafe anordnen. Er konnte auch anordnen, dass Verurteilte, bei denen es aus Gründen der Sicherheit oder Erziehung erforderlich erschien, für die Dauer der Aussetzung des Strafvollzugs in Sonderabteilungen oder Lagerverbänden zu verwahren sind (§ 105 KStVO). Wehrmachtsangehörige, die zu Gefängnisstrafen von mehr als einem Monat verurteilt worden waren, mussten einer Sonderabteilung überwiesen werden. Die näheren Anordnungen für deren Errichtung und Verwendung zur Förderung des Kriegszwecks sollten die Oberbefehlshaber der Wehrmachtteile erlassen. Die Zeit der Verwahrung wurde grundsätzlich nicht auf die zu verbüßende Freiheitsstrafe angerechnet (§ 106 KStVO).
Am 3. November 1939 hatte das OKW den drei damals bestehenden Wehrmachtsgefängnissen Germersheim, Glatz und Torgau seine „Ausführungsbestimmungen zur Aufstellung und Beschickung der Straflager “zugesandt. Darin wurden die drei Haftanstalten angewiesen, „bis zur Errichtung der eigentlichen Straflager“, die ihren Standort augenscheinlich in Frontnähe erhalten sollten, innerhalb der Wehrmachtgefängnisse als Vorläuferorganisationen besondere „Straflagerabteilungen“ zu bilden.
Die Wehrmacht unterschied sich in der Praxis ihres Strafvollzugs von früheren und späteren deutschen Streitkräften: Während es in anderen Epochen üblich war (und ist), strafrechtlich verurteilte Militärangehörige für die Dauer ihrer Strafe in Gefängnissen unterzubringen und dort zu belassen, versuchte die Wehrmachtsführung, die Straftäter unter erhärteten Bedingungen militärisch weiter einzusetzen.  Die Verurteilten sollten, in den Worten des Befehlshabers des Ersatzheeres, „unter härtesten Lebens- und Arbeitsbedingungen möglichst im Kampfgebiet der Ostfront unter Feindeinwirkung“ ihren Dienst leisten. Typische Dienstleistungen waren Minenräumung und Stellungsbau entlang der Front. In solchen Fronteinheiten („Strafvollstreckungszüge“) entschied sich das weitere Schicksal der Verurteilten nach drei bis sechs Monaten: Wer sich im Strafvollstreckungszug positiv hervorgetan hatte, wurde in die reguläre Truppe zurücküberführt. Wer sich jedoch nicht bewährt hatte (im Wehrmachtsjargon die „asozialen, charakterlich, moralisch und konstitutionell Minderwertigen“), wurde hingegen ab 1942 einem Feldstraflager zugeführt.

### Einziehung verurteilter Straftäter zum Wehrdienst
Nach § 13 des Wehrgesetzes von 1935 war unter anderem „wehrunwürdig“ und damit ausgeschlossen von der Erfüllung der Dienstpflicht, wer zu einer Zuchthausstrafe verurteilt, nicht im Besitz der bürgerlichen Ehrenrechte oder den Maßregeln der Sicherung und Besserung nach § 42a des Reichsstrafgesetzbuches unterworfen war. Am 11. April 1942 verfügte jedoch das OKW in einem Runderlass, dass auch jene Männer zum Wehrdienst eingezogen werden können, die aufgrund eines Strafurteils vor einem zivilen Gericht ihre „Wehrwürdigkeit“ verloren hatten und bis dahin nicht eingezogen worden waren.
In der Wehrmacht entstand damit neben dem Strafvollzug für Wehrmachtsangehörige, dessen Maßnahmen von Heeresgefängnissen und Strafvollstreckungszügen über Wehrmachtsgefängnisse und Festungshaftanstalten reichten, ein System von Bewährungseinheiten, wie etwa die Bewährungstruppe 500 und die Einheiten 999, in denen wegen Straffälligkeit aus der Wehrmacht Ausgeschlossene als „bedingt wehrwürdig“ dennoch an die Front berufen werden konnten.
So bestanden zum Beispiel die Bewährungsbataillone 999 aus rund 30 % politisch Vorbestraften, die die gesamte politische Breite des Widerstandes repräsentierten, und rund 70 % angeblichen oder tatsächlichen Kriminellen. Nicht alle Männer, die den Bewährungseinheiten zugeführt wurden, hatten tatsächlich aktiv Verbrechen begangen; regelmäßig wurde ein Mangel an Konformismus von einem ungnädigen Vorgesetzten durch Abschiebung in eine Bewährungseinheit abgestraft.
Sowohl über die Feldstraflager als auch die Bewährungseinheiten wurden auf der einen Seite für die reguläre Truppe gefährlich erscheinende Personen separiert und bei Bedarf ausgegliedert. Gleichzeitig wurden mit Hilfe der genannten Formationen in umgekehrter Richtung Teile der bereits ausgeschiedenen Soldaten für das Militär erneut verfügbar gemacht.

## Feldstraflager ab 1942
Die Bildung der Feldstraflager im Jahr 1942 ersetzte die Wehrmachtsgefängnisse, die nach Anweisungen von OKW und OKH kurz nach Kriegsbeginn eingerichtet worden waren.
Die Feldstraflager I und II wurden am 24. April 1942 aufgestellt, gefolgt vom Feldstraflager III am 1. August 1942. Die Feldstraflager I und II wurden in Torgau aufgestellt; Feldstraflager I erhielt 600 Insassen der Wehrmachtgefängnisse Torgau-Zinna und Anklam, dem Feldstraflager II wurden 600 Insassen der Wehrmachtsgefängnisse Torgau-Brückenkopf, Graudenz, Bruchsal und Freiburg sowie aus dem Militärstraflager Donau zugeführt. Die Feldstraflager wurden zunächst nach Lappland geschickt, ab 1943 wurden sie entlang der Ostfront verteilt.
Das Feldstraflager stellte die letzte Bewährungschance für einen straffälligen Wehrmachtssoldaten dar. Die Bewährungszeit war gegenüber den Strafvollstreckungszügen verdoppelt. Der Hauptauftrag der Gefangenen waren schwere Bauarbeiten im Frontbereich. Hierbei waren die Insassen der Feldstraflager stets unbewaffnet und dem Risiko feindlichen Beschusses ausgesetzt. Ein normaler Arbeitstag dauerte zwischen zwölf und vierzehn Stunden. Die Zeit, die ein Verurteilter in einem Feldstraflager ableistete, zählte zudem nicht als Dienstzeit in der Wehrmacht, sodass die Restdienstzeit nach einer möglichen Entlassung aus dem Feldstraflager und Rücküberführung in die Truppe gleich blieb. Neben den Arbeitsaufträgen wurde zudem in den Lagern selbst militärische Ausbildung angesetzt, um die Insassen für den Fall einer Rücküberführung in die kämpfende Truppe einsatzfähig zu halten. All dies geschah unter reduzierten Essensrationen, sodass Hunger, Erschöpfung und der Verfall der mentalen und physischen Gesundheit der Lagerinsassen ein Teil des Lageralltags war. Suizid war ein häufiges Vorkommnis unter den Gefangenen.
Die Behandlung der Insassen durch das Wachpersonal der Straflager war sehr schlecht. Im Feldstraflager II wurden wiederholt zusammenbrechende Lagerinsassen, die dem Befehl des Aufstehens nicht unmittelbar nachkommen konnten, wegen angeblicher Befehlsverweigerung an Ort und Stelle erschossen.
Wer sich auch im Feldstraflager nicht bewährte, wurde endgültig aus der Wehrmacht ausgestoßen und ins Zuchthaus überstellt (eine Bestrafung, die im Tagesgebrauch der Wehrmacht üblicherweise „gemeinschaftsfeindlichen Elementen“ vorbehalten war). Die Zuchthausstrafe war eine schwere Belastung für den eigenen Lebenslauf und endete zudem oft mit der Überstellung des Bestraften in ein Konzentrationslager. Die wichtigste zuständige Behörde für solche endgültig Ausgestoßenen war die (nicht der Wehrmacht zugehörige) Geheime Staatspolizei. Wegen der in den Feldstraflagern herrschenden Lebensbedingungen sprach Kriegsgerichtsrat Fritz Hodes den Straflagern schon 1940 „den Charakter eines Konzentrationslagers für die Wehrmacht“ zu. Eine  Parallele zur Praxis der Vernichtung durch Arbeit in den KZs der SS zieht auch der Rechtshistoriker Fritz  Wüllner.
Im Sommer 1942 forderte der Chef des OKW vom Rüstungsministerium die Abgabe von 7.350 der insgesamt 18.000 Wehrmachtsstrafgefangenen, die zu diesem Zeitpunkt in Rüstungsbetrieben in Deutschland eingesetzt waren, an die Bewährungstruppen, Feldstrafabteilungen und die Feldstraflager.
Zum Jahreswechsel 1942/43 versuchte die Wehrmachtsführung, die Zahl der Rückführungen in die Wehrmacht zu erhöhen, um militärische Verluste auszugleichen. Die Rationen wurden vergrößert, der Aufenthalt in den Feldstraflagern wurde verkürzt (von neun auf sechs Monate), und die Schwelle zur Ausstoßung aus der Wehrmacht in der Formulierung von „unerziehbar“ auf „vollständig unerziehbar“ erhöht, wodurch mehr Lagerinsassen aus den Feldstraflagern in die Feldstrafbataillone zurückgestuft werden konnten, um dort wieder für den Fronteinsatz verfügbar zu sein.
Im Jahr 1945 (bzw. 1943 im Fall des Feldstraflagers III) wurden die drei Feldstraflager in die Feldstrafgefangenen-Abteilungen 21, 22 und 19 umstrukturiert und aufgelöst. Die letzten verbliebenen Insassen wurden entweder den Strafbataillonen überstellt oder der SS übergeben.

## Rote Armee
Der Stawka-Befehl Nr. 227 vom 28. Juli 1942 sah vor, im Bereich der Front Straf-Bataillone je 800 Mann zu formieren. In diese Strafbataillone waren Offiziere und politische Leiter sämtlicher Truppenteile einzureihen, „die sich Disziplinlosigkeit und Feigheit vor dem Feinde zu Schulden kommen ließen“. „Diese Bataillone“ sollten „in besonders schwierigen Abschnitten eingesetzt werden, um den Teilnehmern Gelegenheit zu geben, ihre Schuld vor dem Feinde zu sühnen“.